# 沙生蔗茅
沙生蔗茅（学名：Erianthus ravennae）为禾本科蔗茅属下的一个种。

## 扩展阅读
- 維基物種上的相關：沙生蔗茅